# Градієнт вітру

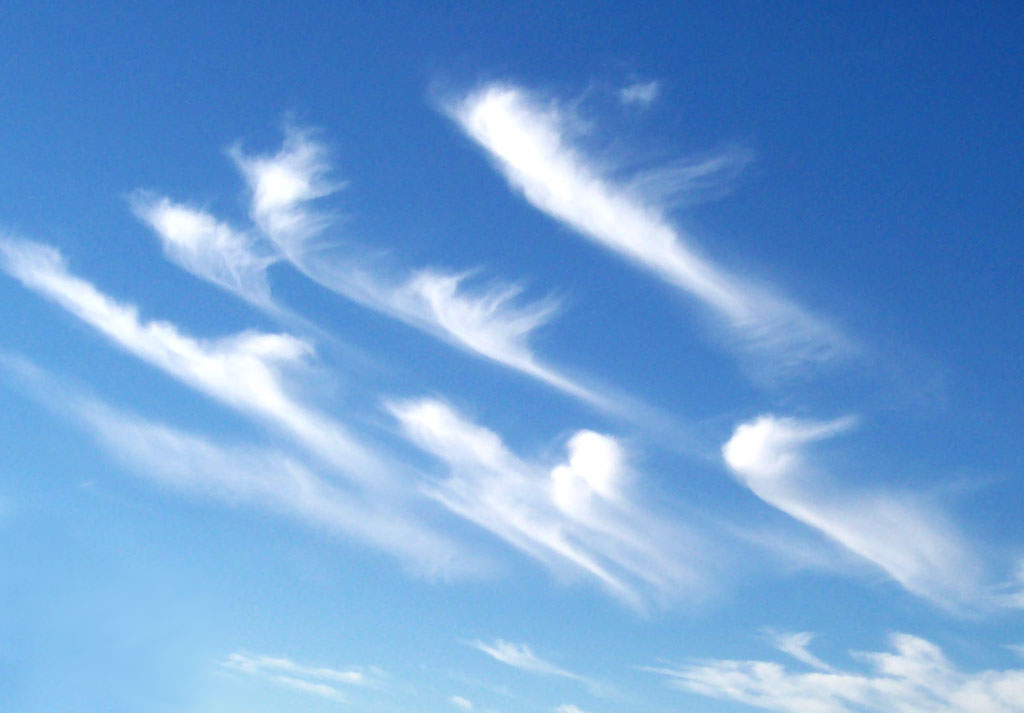
Пір'ясті кігтевидні хмари, що формуються в зонах значного градієнту вітру.

Градієнт вітру — градієнт швидкості і напрямку вітру у випадках, коли вони значно змінюються на відносно невеликій ділянці в атмосфері. Градієнт вітру зазвичай розкладають на горизонтальну і вертикальну компоненти, з яких горизонтальна найчастіше значна в районі атмосферних фронтів, а вертикальна — біля поверхні Землі, хоча обидві можуть бути значними й на великих висотах в районі висотних струмових течій та висотних фронтальних зон.
Градієнт вітру є мікрометеорологічним явищем, що існує лише на невеликих відстанях, але він може бути пов'язаним із процесами на мезо- або синоптичній шкалі. Зокрема, він часто пов'язаний з такими явищами як лінія шквалу, викликані грозами мікропориви, рух фронтів, низькорівневі струменеві течії, райони сильних місцевих вітрів, проходження вітрів біля гір, будівель, вітрогенераторів.
Градієнт вітру істотно впливає на зліт та посадку літаків і, через можливу втрату контролю, є значним фактором ризику в авіації. Також градієнт вітру впливає на рух звукових хвиль, що можуть змінювати напрямок руху. Сильні градієнти вітру пригнічують формування тропічних циклонів, але беруть участь у формуванні позатропічних циклонів і збільшують тривалість гріз. Одним з прикладів градієнту вітру є термальний вітер, що пояснює виникнення висотних струмових течій.